# San Pedro de Valderaduey
San Pedro de Valderaduey es una localidad del municipio de Cea (León ), Comunidad Autónoma de Castilla y León  (España ).

## Situación
Se encuentra en el valle del río Valderaduey.
Limita al O con Cea, al S con Sotillo de Cea, Joara y Celada de Cea, al E con la provincia de Palencia y al N con Villavelasco de Valderaduey.
Cuenta con un pinar y un paraje en el valle con una fuente (Fuenteviñar) que es una belleza.

## Fiestas
Sus fiestas patronales coinciden 
con el 29 de junio, (San Pedro), pero se celebra el primer fin de semana del mes de julio. Desde hace unos años estas fiestas tienen una gran importancia y son muy conocidas, sobre todo por la gente joven.

## Evolución demográfica
| 2000 | 2001 | 2002 | 2003 | 2004 | 2005 | 2006 | 2007 | 2008 | 2009 | 2010 | 2011 |
| 210  | 203  | 194  | 188  | 182  | 179  | 177  | 162  | 155  | 153  | 144  | 144  |

- Datos: Q6119595